# Районы Баутцена

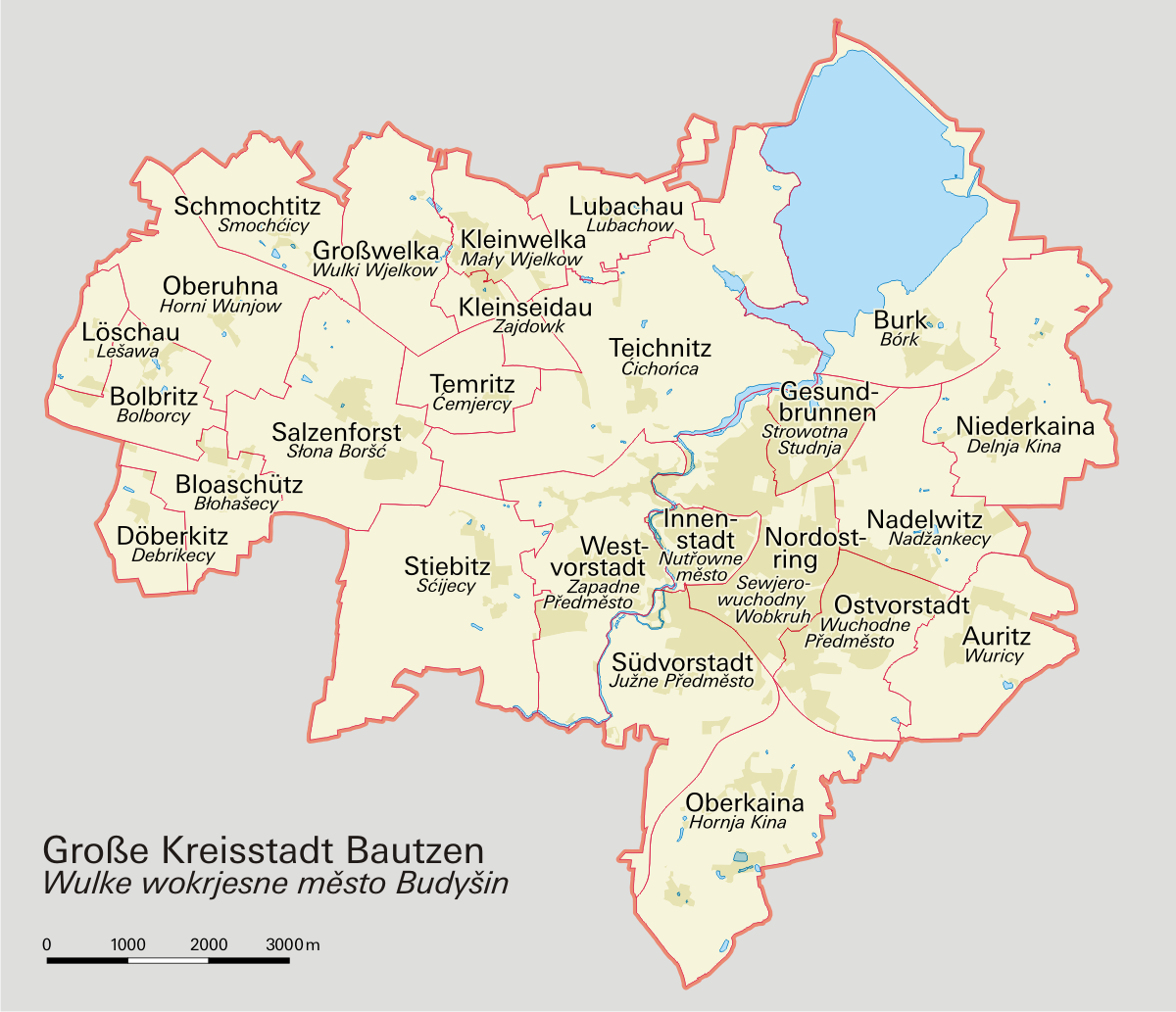
Районы Баутцена

Районы Баутцена (в.-луж. Měšćanske dźěle Budyšina) — Баутцен имеет статус районного города (Große Kreisstadt) федеральной земли Саксония.
Баутцен основан в 1002 году и является общественным и культурно-историческим центром лужичан.
В 2020 году Баутцен подразделялся на 29 городских района, имеющих статус самостоятельного юридического лица и представляющих собой исторические городские и сельские территориальные единицы. До 2020 года в Баутцене было 25 городских районов.
Помимо собственно исторического центра, состоящего из шести городских районов Инненштадт (Нуцковне-Место), Нордостринг (Северовуходны-Вобкруг), Остфорштадт (Вуходне-Пшедместо), Зюдфорштадт (Южне-Пшедместо), Гезундбруннен (Стровотна-Студня) и Вестфорштадт (Западне-Пшедместо, по иному называемый как «Новый город»), в границы Баутцена входят также сельские населённые пункты, имеющие статус городских районов и вошедших в городские границы Баутцена в различные годы.
Самым большим по численности населения районом Баутцена за пределами его исторического центра по состоянию на 31 декабря 2020 года является Оберкайна (Горня-Кина) с 776 жителями и самым маленьким районом — Ноймальзиц (Нове-Мальсецы) с 24 жителями.
В городе, помимо немецкого языка, также используется верхнелужицкий язык, который широко представлен в городской топонимике.
| №  | Немецкое наименование | Серболужицкое наименование | Численность населения | Год вхождения в городские границы | Примечания                                | Фото |
| -- | --------------------- | -------------------------- | --------------------- | --------------------------------- | ----------------------------------------- | ---- |
| 1  | Ауриц                 | Вурицы                     | 440                   | 1999                              |                                           |      |
| 2  | Блоашюц               | Блогашецы                  | 117                   | 2007                              |                                           |      |
| 3  | Боблиц                | Бобольцы                   | 37                    | 2020                              |                                           |      |
| 4  | Больбриц              | Больборцы                  | 125                   | 1999                              |                                           |      |
| 5  | Бурк                  | Борк                       | 332                   | 1973                              |                                           |      |
| 6  | Вестфорштадт          | Западне-Пшедместо          | 3286                  | Исторический центр                | В состав района входит деревня Жидов      |      |
| 7  | Зюдфорштадт           | Южне-Пшедместо             | 1769                  | Исторический центр                |                                           |      |
| 8  | Гезундбруннен         | Стровотна-Студня           | 6632                  | Исторический центр                |                                           |      |
| 9  | Гросвелька            | Вульки-Вельков             | 253                   | 1999                              |                                           |      |
| 10 | Дёберкиц              | Дебрикецы                  | 47                    | 1999                              |                                           |      |
| 11 | Зальценфорст          | Слона-Боршч                | 275                   | 2007                              |                                           |      |
| 12 | Инненштадт            | Нуцковне-Место             | 5386                  | Исторический центр                |                                           |      |
| 13 | Клайнвелька           | Малы-Вельков               | 745                   | 1999                              |                                           |      |
| 14 | Клайнзайдау           | Зайдов                     | 156                   | 2007                              |                                           |      |
| 15 | Лёшау                 | Лешава                     | 29                    | 1999                              |                                           |      |
| 16 | Лубахау               | Лубохов                    | 91                    | 1999                              |                                           |      |
| 17 | Надельвиц             | Наджанецы                  | 314                   | 1994                              |                                           |      |
| 18 | Нидеркайна            | Дельня-Кина                | 483                   | 1994                              | В состав района входит деревня Бозанкецы  |      |
| 19 | Нидеруна              | Дельни-Вунёв               | 27                    | 1999                              |                                           |      |
| 20 | Ноймальзиц            | Нове-Мальсецы              | 24                    | 2020                              |                                           |      |
| 21 | Нордостринг           | Северовуходны-Вобкруг      | 10345                 | Исторический центр                |                                           |      |
| 22 | Оберкайна             | Горня-Кина                 | 776                   | 1974                              |                                           |      |
| 23 | Оберуна               | Горни-Вунёв                | 60                    | 1999                              |                                           |      |
| 24 | Остфорштадт           | Вуходне-Пшедместо          | 5784                  | Исторический центр                | В состав района входит деревня Тшеляны    |      |
| 25 | Тайхниц               | Чихоньца                   | 278                   | 1950                              | В состав района входит деревня Нойтайхниц |      |
| 26 | Темриц                | Чемерцы                    | 66                    | 1999                              |                                           |      |
| 27 | Шмохтиц               | Смохчицы                   | 54                    | 1999                              |                                           |      |
| 28 | Штибиц                | Счийецы                    | 570                   | 1994                              | В состав района входит деревня Ратарецы   |      |
| 29 | Эна                   | Вовнёв                     | 55                    | 1973                              |                                           |      |